# Trutkloppen
Trutkloppen är klippor i Finland.   De ligger i kommunen Pargas i landskapet Egentliga Finland, i den sydvästra delen av landet, 210 km väster om huvudstaden Helsingfors.
Terrängen runt Trutkloppen är mycket platt.  Närmaste större samhälle är Houtskär, 17,8 km öster om Trutkloppen. 